# Харари, Изхар
Изхар Харари (ивр. יזהר הררי‎;
16 июля 1908, Яффа — 1 февраля 1978) — юрист, журналист и политический деятель еврейского ишува в Палестине, член исполкома Всемирной сионистской организации, а в дальнейшем член семи созывов кнессета от ряда партий.

## Биография
Изхар Харари родился в 1908 году в Яффе в семье доктора Хаима Харари и его жены Иехудит (урождённой Айзенберг). Получил светское сионистское образование и после окончания гимназии «Герцлия» был отправлен в Европу. Поступив в Сорбонну на юридический факультет, он затем перевёлся на факультеты политологии и журналистики Парижского университета. Вернувшись в подмандатную Палестину, Харари посещал курсы юриспруденции в Иерусалиме, по их окончании получив адвокатскую лицензию. Своё высшее образование он завершил в Лондонской школе экономики.
Во время учёбы в Иерусалиме Харари женился на Дине Неэман-Нейман. В 1929—1930 годах он был ассистентом корреспондента газеты «Гаарец» в Иерусалиме, а во время пребывания в Лондоне в 1932—1933 годах — английским корреспондентом этой газеты. На Всемирном сионистском конгрессе 1933 года в Праге он выполнял обязанности секретаря профессора Зелига Бродецкого.
По возвращении в Палестину в 1934 году Харари начал адвокатскую практику. Он стал заметной фигурой в юридических кругах Палестины, регулярно занимая место в Центральном комитете союза адвокатов Земли Израильской, а с 1937 года — пост юридического советника объединения местных советов, завоевав репутацию эксперта по муниципальному праву. В «Хагане», в которой Харари состоял с 1923 года, он в 1940 году был назначен юридическим советником центрального командования, определяя политику этой организации в рамках британского мандатного права. Харари представлял власти еврейского ишува на наиболее громких судебных процессах против мандатных властей и консультировал их в других делах.
Харари был одним из лидеров Партии общих сионистов, а после раскола в этом движении — Прогрессивной партии. На 22-м Всемирном сионистском конгрессе он представлял Партию общих сионистов и был избран в исполком Всемирной сионистской организации, а также в «Мосад ле-Алия Бет» — структуру, координировавшую нелегальную иммиграцию евреев из Европы в Палестину.
После начала Войны за независимость Израиля и создания Армии обороны Израиля Харари был назначен председателем Верховного военного трибунала с присвоением звания сган-алуфа. Отказавшись от предложения возглавить отдел внутреннего самоуправления в министерстве внутренних дел, он стал заместителем Ицхака Гринбойма, возглавившего это министерство во временном правительстве Израиля. В дни осады Иерусалима арабскими войсками Харари неоднократно приходилось исполнять обязанности Гринбойма.
Во Временном государственном совете Харари был членом конституционной комиссии и комиссии по гербу и флагу государства. В дальнейшем он вошёл как депутат от Прогрессивной партии в кнессет 1-го созыва, где стал председателем комиссии кнессета, а также членом законодательной комиссии и комиссии по иностранным делам и безопасности. Его имя носит решение 1950 года, согласно которому вместо единой конституции на законодательную комиссию кнессета была возложена задача подготовки её отдельных разделов — Основных законов.
Харари становился депутатом кнессета ещё в шести созывах подряд, в том числе был избран в кнессет 5-го созыва от Либеральной партии, в ходе депутатского срока перейдя во фракцию «Независимых либералов», а по ходу срока полномочий кнессета 6-го созыва присоединившись к блоку «Маарах», от которого и был избран в кнессет в последний раз. В большинстве созывов кнессета, в работе которых принимал участие Харари, он входил в комиссию кнессета, законодательную комиссию и комиссию по иностранным делам и безопасности, а в кнессете 7-го созыва был председателем специальной комиссии по кооперативному законодательству.
От брака с Диной Неэман-Нейман у Изхара Харари было двое детей — Хаим (учёный-физик, лауреат Премии Израиля) и Талья. Он умер в 1978 году.